# 卡波迪蓬特
卡波迪蓬特（義大利語：Capo di Ponte），是意大利布雷西亚省的一个市镇。总面积18平方公里，人口2512人，人口密度139.6人/平方公里（2009年）。国家统计（ISTAT）代码为017035。